# کوکین واکاشو

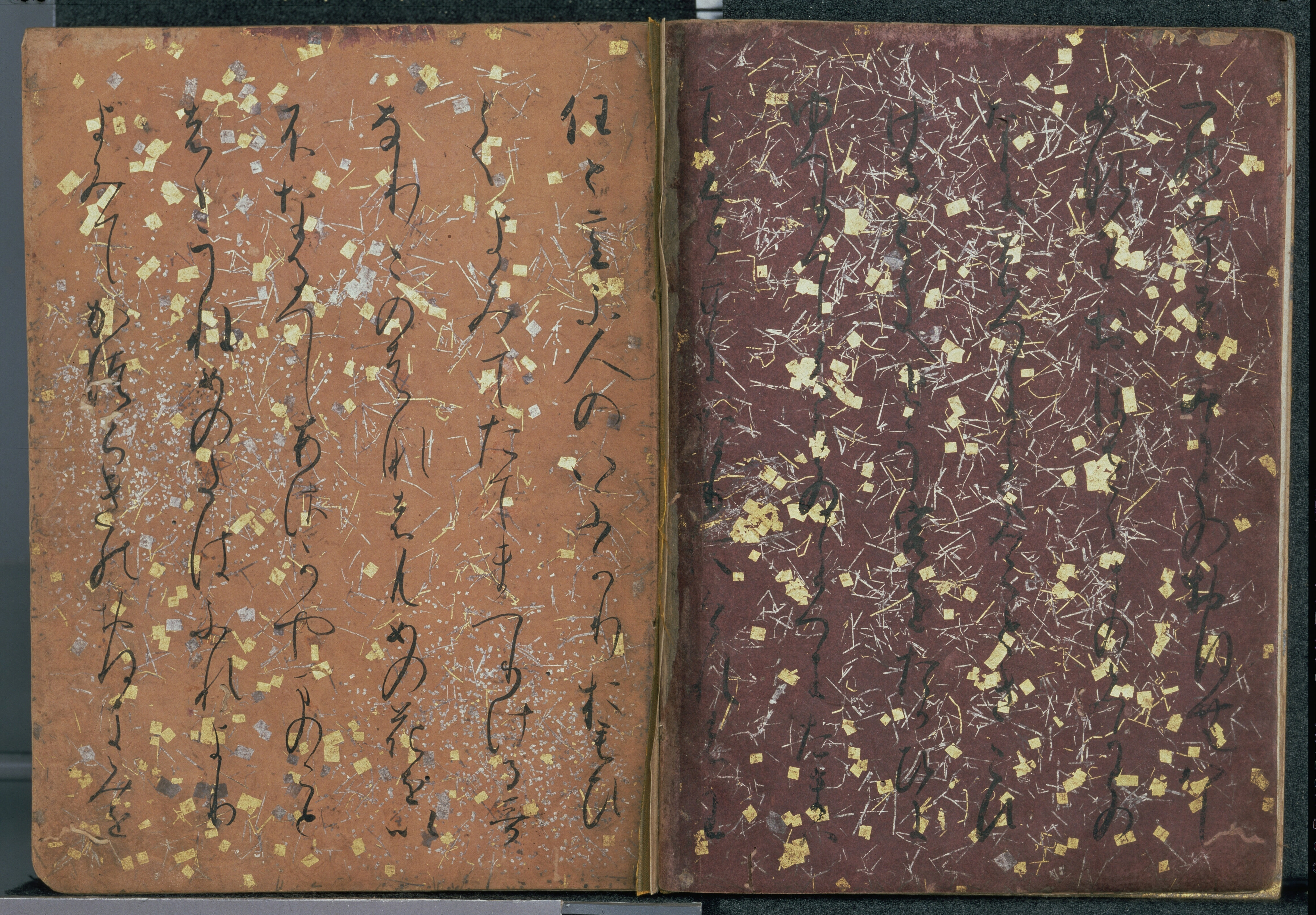

کوکین واکاشو (به ژاپنی: 古今和歌集 Kokin Wakashū) به معنی مجموعه شعرهای ژاپنی از دوران باستان تا دوره کنونی نام کتابی است حاوی واکا (شعر) که در سال‌های ۹۰۵–۹۲۰ در دوره هی‌آن جمع‌آوری شده‌است.